# فضيحة التجسس على مدينة بوينس آيرس
تشير فضيحة التجسس على مدينة بوينس آيرس إلى أحداث فضيحة التجسس غير القانوني، ربما لأغراض سياسية، بالاستعانة بهيئات البحوث الحكومية والمتصلة بقوات شرطة العاصمة التي تم إنشاؤها حديثًا.

## التأريخ للفضيحة
سيرجيو برستين هو واحد من قادة المجتمع اليهودي الذي قاد المعارضة ضد تعيين فينو بالاسيوس رئيسًا لشرطة بوينس آيرس، بسبب صلته بتفجيرات آميا عام 1994.
في سبتمبر 2009، تلقى برستن تحذيرًا عبر مكالمة هاتفية من مجهول، تخبره أن واحدًا من خطوط هاتفه مراقبة ومسجلة، ولذلك تقدم بالشكوى. وبعد ذلك بوقت قصير، لاحظ القضاء في الواقع أنه يتم التجسس على برستين من قبل فرقة تابعة لفينو بالاسيوس وخليفته أوزفالدو تشامورو وسيرو جيمس (محام للشرطة الاتحادية يعمل لصالح وزارة التربية والتعليم في بوينس آيرس) واثنين من قضاة مقاطعة ميسيونيس وآخرين.